# State Farm Women's Tennis Classic 2000 - Doppio
Il doppio dello State Farm Women's Tennis Classic 2000 è stato un torneo di tennis facente parte del WTA Tour 2000.
Il torneo di doppio si è fermato prima della 2ª semifinale.

## Teste di serie
1. Lisa Raymond /  Rennae Stubbs (primo turno)
2. Lindsay Davenport /  Anna Kurnikova (semifinali)

1. Martina Hingis /  Mary Pierce (semifinali)
2. Julie Halard /  Ai Sugiyama (primo turno)

## Tabellone

### Legenda
| - Q = Qualificato - WC = Wild card - LL = Lucky loser | - ALT = Alternate - SE = Special Exempt - PR = Protected Ranking | - w/o = Walkover - r = Ritirato - d = Squalificato |